# Jasenica Lug
Jasenica Lug (en serbe cyrillique : Јасеница Луг) est un village de Bosnie-Herzégovine. Il est situé sur le territoire de la ville de Trebinje et dans la république serbe de Bosnie. Selon les premiers résultats du recensement bosnien de 2013, il ne compte plus aucun habitant.

## Géographie
Le village est entouré par les localités suivantes :
|         | Gojšina Arbanaška                                |                      |
| Gojšina | Jasenica Lug                                     | Arbanaška Krajkovići |
|         | Prosjek (municipalité de Ravno, FBiH) Krajkovići |                      |

## Démographie

### Évolution historique de la population dans la localité
| 1948 | 1953 | 1961 | 1971 | 1981 | 1991 | 2013 |
| ---- | ---- | ---- | ---- | ---- | ---- | ---- |
| -    | -    | 53   | 41   | 28   | 19   | 0    |

|  |

### Répartition de la population par nationalités (1991)
En 1991, le village les 19 habitants du village étaient tous serbes.